# 河合道臣
河合 道臣（かわい ひろおみ／みちおみ）は、江戸時代後期の姫路藩家老。一般には晩年の号の寸翁（すんのう）で知られる。酒井氏4代に50年余にわたって仕え、姫路藩の藩政改革によって財政再建に貢献した。

## 生涯
姫路城内侍屋敷で誕生。幼少より利発で知られ、11歳の時から藩主酒井忠以の命で出仕しはじめた。天明7年（1787年）に父の宗見が病死したため家督1000石を相続、21歳で家老に就任する。茶道をたしなむなど、文人肌であった。
江戸時代後期の諸藩の例に漏れず、姫路藩も歳入の4倍強に及ぶ73万両もの累積債務を抱えていた。酒井氏は譜代筆頭たる名家であったが、その酒井氏にして日常生活にさえ支障を来すほどの困窮振りであった。このような危機的状況のなか、道臣は忠以の信任のもと、財政改革に取りかかる。寛政2年（1790年）に忠以が急死すると反対派の巻き返しに遭い一旦失脚するが、忠以の後を継いだ忠道は文化5年（1808年）に道臣を諸方勝手向に任じ、本格的改革に当たらせた。
道臣は質素倹約令を布いて出費を抑制させる一方、文化6年（1809年）頃から領内各地に固寧倉（義倉）を設けて農民を救済し、藩治に努めた。従来の農政では農民に倹約を説きつつ、それで浮いた米を藩が搾取していたが、道臣は領民に生活資金を低利で融資したり、米を無利息で貸すなど画期的な政策を打ち出した。この政策は藩内で反対も多かったが、疲弊した領民を再起させ、固寧倉の設置で飢饉をしのげるようになるなど、藩内の安定につながった。更に朝鮮人参やサトウキビなどの高付加価値な商品作物も栽培させることで、藩の収入増が図られた。
姫路藩では新田開発は従来から行われていたが、道臣の時期には主に播磨灘沿岸で推進され、新田での年貢減免策もとった。海岸部では飾磨港をはじめとする港湾の整備に努め、米や特産品などの流通に備えた。加えて城下では小麦粉、菜種油、砂糖など諸国からの物産を集積させ、商業を奨励した。
道臣の業績として特筆されるのは、特産品販売に関する改革である。藩内を流れる市川・加古川流域は木綿の産地だったが、従来は大坂商人を介して販売していたため販売値が高くなっていた。道臣は木綿を藩の専売とし、大坂商人を通さず直接江戸へ売り込むことを計画した。これは先例が無かったため事前に入念な市場調査をし、幕府役人や江戸の問屋と折衝を重ねた上、文政6年（1823年）から江戸での木綿専売に成功する。色が白く薄地で柔らかい姫路木綿は「姫玉」「玉川晒」として、江戸で好評を博した。他藩も追随を図ったが、将軍家より藩主嗣子忠学に輿入れする喜代姫の賄い料捻出のための専売であるとして却下させた。また、木綿と同様に塩・皮革・竜山石・鉄製品なども専売とした。これによって藩は莫大な利益を得、道臣は27年かけて藩の負債完済を成し遂げた。
天保6年（1835年）、69歳で隠居し、天保12年に没した。享年75。仁寿山校近くの河合家墓所に葬られた。
大正8年（1919年）特旨により贈従四位。
昭和32年（1957年）には姫路市商工人の奉賛によって、姫山公園にある姫路神社境内に道臣を祀る寸翁神社が設置された。鳥居の右に道臣の胸像がある。

## 逸話

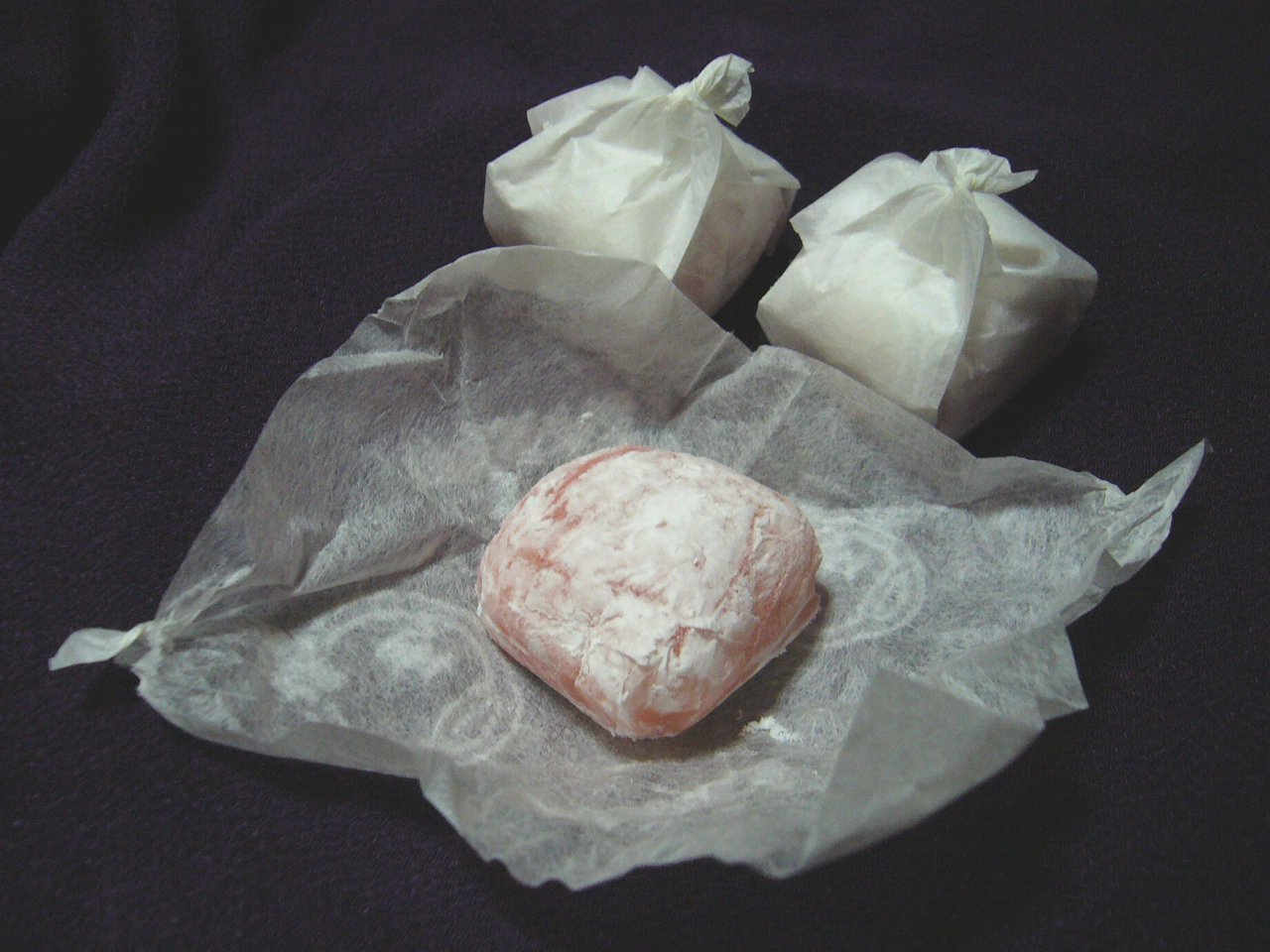
玉椿

姫路藩は既に藩校の好古堂を有していたが、道臣は私財を投じて城下から南東へ4km離れた仁寿山南麓に仁寿山黌を設立、頼山陽や森田節斎、猪飼敬所などを招いて漢学・国学・医学を伝授させ、次世代の人材育成を図った。なお仁寿山校は道臣の没後、医学寮（明治3年閉鎖）を除いて好古堂に合併されている。
先述のように道臣は茶人でもあり、和菓子にも造詣が深かった。天保年間には城下の伊勢屋本店を推挙して京や江戸で菓子を学ばせ、帰姫後に藩の御用菓子商とした。姫路を代表する和菓子「玉椿」は、1822年（文政5年）に行われた藩主酒井忠学と11代将軍徳川家斉の25女・喜代姫との婚礼に当たって伊勢屋本店が考案し、道臣が命名したとされる。また、道臣が長崎へ派遣した菓子職人がオランダ商館で南蛮菓子を学んで帰姫し、それが播州におけるかりんとうの祖となった、と言われている。
硯の収集家でもあり、逸品を百面以上有していたという。

## 関連作品
- 『財政再建の名家老 河合道臣 姫路城凍って寒からず』（著：寺林峻）